# Argentyna smukła
Argentyna smukła, srebrzyk smukły (Argentina sphyraena) – gatunek morskiej ryby z rodziny srebrzykowatych (Argentinidae). Występuje pospolicie w północnym Atlantyku i w zachodniej części Morza Śródziemnego. Stanowi gatunek bentoniczny, odżywia się bezkręgowcami i drobnymi rybami. Jego ikra i larwy rozwijają się w pelagialu. Gatunek ten ma niewielkie znaczenie gospodarcze – jest jednak lokalnie poławiany w celu produkcji esencji perłowej oraz w celach konsumpcyjnych. Nie jest zagrożony – w klasyfikacji IUCN ma status gatunku najmniejszej troski.

## Taksonomia
Gatunek został opisany przez Linneusza jako Argentina sphyraena. Początkowo zaliczany do rodziny łososiowatych, później przeniesiony do osobnej rodziny Argentinidae w obrębie podrzędu Salmonoidea. Obecnie (2022) rodzina ta jest klasyfikowana w obrębie rzędu stynkokształtnych. W literaturze polskiej gatunek jest znany jako argentyna smukła lub srebrzyk smukły.

## Występowanie
Północny Atlantyk od Islandii i Lofotów po północną Afrykę oraz zachodnia część Morza Śródziemnego. Brak jej w południowej części Morza Północnego oraz w kanale La Manche. Osobniki tego gatunku generalnie nie występują w wodach o średniej rocznej temperaturze niższej niż 6 °C i wyższej niż 17–20 °C.
Gatunek występujący w głębokich wodach przy krawędzi szelfu kontynentalnego. Żyje w pobliżu piaszczystego lub mulistego dna na głębokości 20–(700)1000 m, zwykle 30–100 m, w nocy migruje w strefę nerytyczną. W Morzu Tyrreńskim wchodzi w skład zespołu organizmów zasiedlającego siedlisko, którego typowym gatunkiem jest Leptometra phalangium.

## Opis

Rysunki argentyny smukłej ze specjalnej kolekcji Uniwersytetu w Amsterdamie

Dorasta do 27 cm długości. Ciało smukłe, wydłużone. Oczy duże. Pysk zaostrzony o długości dorównującej lub nieco mniejszej od średnicy oka, szczęki krótkie bez zębów, szczęka górna lekko wysunięta. Na języku i podniebieniu występują zęby. Łuski duże, 52–53 wzdłuż linii bocznej. W płetwie grzbietowej 10–12 promieni, zaś w płetwie odbytowej 11–15. Pomiędzy płetwą grzbietową i ogonową występuje płetwa tłuszczowa. Nasada płetw brzusznych na wysokości lub nieco za przednią krawędzią płetwy grzbietowej.
Grzbiet żółty lub zielonkawoszary, brzuch srebrzyście lśniący, wzdłuż boków srebrzysta, niebiesko lśniąca wstęga. Ciało lekko prześwitujące, o silnym zapachu zgniłych ogórków.

## Odżywianie
Argentyna smukła jest drapieżnikiem, polującym na drobne bezkręgowce (m.in. skorupiaki, wieloszczety) oraz małe ryby. Ofiary połykane są w całości. Ponieważ otwór gębowy osobników tego gatunku jest stosunkowo nieduży, limituje to wielkość ofiar, które mogą być przez nie zjadane. Niemniej spektrum wielkości pokarmu jest stosunkowo duże, od pelagicznych jaj do ryb z rodziny babkowatych. W populacji zasiedlającej ujście rzeki Clyde w żołądkach stwierdzono głównie wieloszczety (59,5%, najczęściej z rodzaju Pectinaria), skorupiaki (25,9%), ryby (5,5%) i mięczaki (4,7%). Najchętniej zjadanym gatunkiem była pelagiczna wioślarka Evadne nordmanni. Z kolei w populacji z Morza Irlandzkiego w przewodach pokarmowych dominowały skorupiaki (88%), małże (49%), wieloszczety (7,2%), ryby (2,6%), wstężnice (1,7%) i szkarłupnie (0,6%). Populacja zasiedlająca Morze Śródziemne także odżywia się głównie skorupiakami.

## Rozród
Biologia rozrodu jest słabo poznana. Ikra oraz larwy unoszą się swobodnie w toni. W Morzu Śródziemnym trze się zimą i wczesną wiosną, u wybrzeży Wysp Brytyjskich – od marca do lipca, w północnej części Morza Północnego – od kwietnia do września. Osobniki osiągają dojrzałość płciową przy długości ciała ok. 12–13 cm.

## Interakcje międzygatunkowe

### Pasożyty
Na argentynie smukłej pasożytują nicienie z rodzaju Contracaecum – w niektórych populacjach nawet 75,4% osobników może być nimi zarażonych. Równie silna bywa infestacja przywrami z gatunku Lecitophyllum botyophorum. Oprócz tego sporadycznie na argentynach pasożytują nicienie z rodzaju Pseudanisakis oraz przywry Hemiurus communis i Derogenes variculus.

### Drapieżniki
Osobniki tego gatunku wchodzą w skład diety różnych gatunków ryb, głównie z rodziny dorszowatych. Argentyną odżywiają się: morszczuki (mogą stanowić nawet 12,1% diety tego gatunku), dorsze, witlinki, plamiaki, karliki, okowiele, smuklice, raje ostronose, halibuty.

## Znaczenie gospodarcze

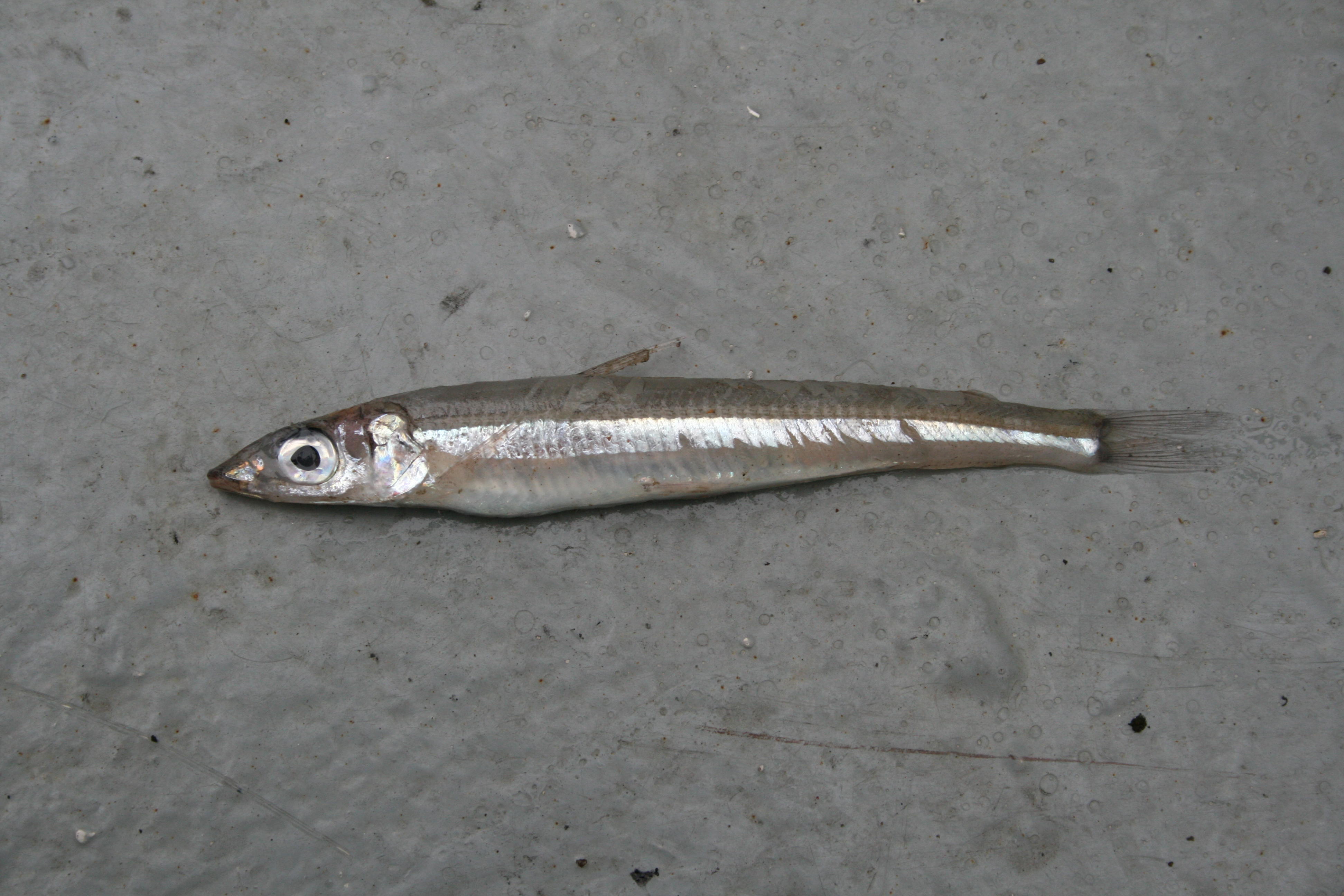
Argentyna smukła – złowiony osobnik, widok z boku

Gatunek ma niewielkie znaczenie gospodarcze. Poławiany jest lokalnie w krajach północnoafrykańskich, południowo- i zachodnioeuropejskich. Lokalnie połowy tego gatunku wynosiły w latach 2002–2008 średnio do 2889,1 kg na rejs. Odnotowano obecność osobników tego gatunku w przyłowie – na niektórych obszarach w skali roku stanowiły 16% wyrzucanej biomasy przyłowu. Osobniki tego gatunku stanowią istotny element diety ważnych pod względem gospodarczym gatunków ryb – m.in. morszczuka, dorsza i witlinka. Łuski argentyny smukłej są używane do wytwarzania esencji perłowej, z której produkuje się sztuczne perły.

## Zagrożenia i ochrona
Gatunek występuje licznie w obrębie swojego zasięgu, przez IUCN jest klasyfikowany jako gatunek najmniejszej troski (LC).